# محمد إسماعيل (سياسي كردي)
محمد إسماعيل هو سياسي كردي سوري، انتُخب رئيسًا لـ «المجلس الوطني الكردي في سوريا» (ENKS / KNC) في 2 يناير 2025 خلفًا لسليمان أوسو، ضمن التناوب السداسي المعتمد في المؤتمرات الداخلية للمجلس.

## النشأة والتعليم
لم تُنشر تفاصيل دقيقة عن سنة ميلاده أو مكان دراسته. يشتهر بأنه الأمين العام الحالي لـ «الحزب الديمقراطي الكوردستاني – سوريا» (PDK‑S)، والذي يُعد أحد الأحزاب المؤسسة ضمن ENKS.

## الحياة السياسية وقيادة ENKS
تم انتخابه رئيسًا للمجلس في مؤتمر عُقد في القامشلي بتاريخ 2 يناير 2025، ضمن آلية جديدة للتناوب على الرئاسة كل ستة أشهر.
يشغل أيضًا منصب سكرتير المكتب السياسي كأحد قيادات حزب PDK‑S.

## الرؤية السياسية
يؤكد إسماعيل على أهمية وحدة الموقف الكردي في سوريا وتبني دستور لامركزي يضمن حقوق المكوّن الكردي ضمن النظام السوري المستقبلي.
في لقاء آخر مع قناة Welat TV، أشار إلى اتفاق سياسي مرتقب بين ENKS وPYD سيتم تقديمه كوثيقة موحدة لدمشق بعد نوروز.

## نشاطات محلية ومؤتمرات
شارك إسماعيل في عدة ندوات سياسية خلال مايو 2025 في مناطق القامشلي والحسكة وأمودة، ركزت على مشروع "الوحدة الوطنية الكردية" ومسار الحل السياسي في سوريا.

## وفد التفاوض مع دمشق
في 4 يونيو 2025، تم الإعلان عن تشكيل وفد كردي موحد للتفاوض مع دمشق، وقد عُيّن محمد إسماعيل رئيسًا مشاركًا لهذا الوفد إلى جانب باروين يوسف من حزب الاتحاد الديمقراطي (PYD).

## بيشمركة روج آفا
يرتبط المجلس الوطني الكردي سياسيًا بـ بيشمركة روج آفا، وهي قوة عسكرية مدعومة من إقليم كردستان العراق، وقد تأسست منذ عام 2012 من مقاتلين كرد سوريين منتمين لأحزاب ENKS.